# Saint-François-du-Lac
| Saint-François-du-Lac                       |              |
| Hôtel de ville de Saint-François-du-Lac.JPG |              |
| Localização em Quebec                       |              |
| Coordenadas: 46°03′N, 72°49′O               |              |
| Província                                   | Quebec       |
| Fundado em                                  | Século XVII  |
|                                             |              |
| Área                                        |              |
| - Cidade                                    | 64,31 km²    |
| População (2006)                            |              |
| - Cidade                                    | 2002         |
| - Densidade                                 | 31,1 hab/km² |
| Website: www.saint-francois-du-lac.ca/      |              |

Saint-François-du-Lac é uma pequena comunidade localizada na região de Nicolet-Yamaska, na província do Quebec, no Canadá.
A cidade situa-se na confluência dos rios Saitn Lawerence e Sanit—François, nas proximidades do Lago Saint-Pierre.
A pouplação de Saint-François-du-Lac, de acordo com o censo canadense de 2006, é de apenas 2002 habitantes.